# إم ڤي جوانا الخامسة
كانت إم ڤي جوانا الخامسة (سابقا أرييتا فينيزيلوس) ناقلة نفط يونانية، هددت البحرية الملكية باعتراضها في أعالي البحار عندما كانت متجهة إلى بيرا في عام 1966، والتي من خلالها سيمكن أنبوب النفط من إرسال النفط إلى روديسيا. كان ذلك من شأنه أن يخالف قرار مجلس الأمن رقم 217. 
في فبراير 1966، كانت السفينة -لا تزال تحمل اسم إم ڤي أرييتا فينيزيلوس- موجودة في الخليج العربي عندما أمرت الحكومة اليونانية ملّاكها بتحويل السفينة إلى روتردام بدلاً من جنوب إفريقيا ومنع تسليم النفط إلى روديسيا.
كانت جوانا تحمل 18,700 طناً من النفط عندما تم اكتشافها لأول مرة من قبل دورية بيرا التابعة للبحرية الملكية.  :71 تم تحذير الكابتن، يورجوس فاردينوجيانيس، من المضي قدمًا إلى بيرا.  :71 ومع ذلك، عندما طلبت الحكومة البريطانية موافقة من الحكومة اليونانية لاستخدام القوة، تم رفض هذا الإذن، على الرغم من أن الحكومة اليونانية قالت إنها ستحاول إقناع فاردينوجيانيس بعدم القيام بذلك. اعترضتها السفينة البريطانية إتش إم إس بليموث ولكن كما ادعى فاردينوجيانيس أنها كانت ببساطة في بيرا للتزيد بالوقود قبل نقل النفط إلى جيبوتي، تمكنت جوانا من المضي قدمًا إلى بيرا دون عوائق. :71 ومع ذلك، نظرًا لعدم وجود مرافق لمعالجة النفط في جيبوتي، فقد اعتبر تفسيره أنه يفتقر إلى المصداقية. :71
أثار السفير البريطاني في اليونان، رالف موراي، الأمر مع ثيوهاريس رنديس، وكيل اليونان للعلاقات الخارجية، الذي رد بأن الحكومة اليونانية ستقبل اعتراض بريطانيا لإحدى سفنهم إذا كان لديها دعم من الأمم المتحدة.  :71 وأدى ذلك إلى اعتماد قرار مجلس الأمن رقم 221 في 9 أبريل والذي منح «المملكة المتحدة القدرة على اعتقال واحتجاز الناقلة المعروفة باسم جوانا الخامسة عند مغادرتها بيرا في حالة تفريغ حمولتها النفطية هناك». 